# Vigonovo
Vigonovo ist eine italienische Gemeinde mit 9849 Einwohnern (Stand 31. Dezember 2023) in der Metropolitanstadt Venedig der Region Venetien.

## Geographie
Die Gemeinde erstreckt sich über eine Fläche von ungefähr 12 km². Angrenzende Gemeinden sind Fossò, Noventa Padovana, Padua, Sant’Angelo di Piove di Sacco, Saonara und Stra.
Zur Gemeinde gehören die Ortsteile Galta, Tombelle und Celeseo.
Das vorwiegend flache Gebiet umfasst viele Wasserläufe: den Fluss Brenta, den Kanal Piovego und einen Teil der geplanten Wasserstraße Padua-Venedig neben vielen kleineren Kanälen.

## Geschichte
Schon zur Römerzeit bevölkert, siedelte hier eine Garnison von Sarmaten in den ersten Jahrhunderten n. Ch. an. Die Sarmaten waren ein Nomadenvolk aus den osteuropäischen Steppen, die laut einem Abkommen mit dem Römischen Reich sich im Territorium des Reiches ansiedeln konnten unter der Bedingung, die Grenze zu verteidigen und die kaiserliche Armee mit Kämpfern zu versorgen. Aus den Sarmaten stammt der Ortsname „Sarmazza“ oder „Sermazza“, wie das Dorf für Jahrhunderte benannt wurde.
Nach den Verwüstungen der Barbaren wurde die Ortschaft im Mittelalter wieder aufgebaut und in „Vicus Novus“, d. h. „Neues Dorf“ umbenannt, woraus der heutige Ortsname „Vigonovo“ entstand. Im VII. Jahrhundert wurde die Pfarrkirche auf den Trümmern eines ehemaligen heidnischen Tempel errichtet und der Jungfrau Maria geweiht. Während der Herrschaft der Habsburger Monarchie wurde die Gemeinde durch das Graben des heutigen Hauptarms des Flusses Brenta von dem Ortsteil Galta getrennt. Die Umleitung des Flusses war schon zur Zeit der Republik Venedig entworfen worden, um die häufigen Überschwemmungen (örtlich Brentane benannt) zu verringern. Am 14. Juli 1866 marschierte das italienische Regiment „leichte Kavallerie Monferrato“ unter der Führung von Oberst Girolamo Avogadro in Vigonovo ein. Als erste Gemeinde der Provinz Venedig wurde das Dorf vom Königreich Italien annektiert.
Die Landschaft änderte sich wieder im 20. Jahrhundert durch die Grabung der Wasserstraße Padua-Venedig. Der in den 1960er Jahren geplante Wasserbau sollte Padua mit der Adria verbinden, ist aber nur teilweise fertig gestellt. Die Strecke in Vigonovo umfasst eine breite Schleuse mit Wasserbecken und wird inzwischen für Freizeitaktivitäten wie Angeln benutzt.

## Sehenswürdigkeiten
Religiöse Bauwerke
- Maria-Himmelfahrtskirche: lateinische Kreuzkirche mit Kunstwerken der Maler Giandomenico Tiepolo, Pietro Damini, Pietro Libero aus dem 7. Jahrhundert, wurde infolge einer Visitation von Kardinal Gregorio Barbarigo im 18. Jahrhundert völlig umgebaut mit der Umkehrung der Kirchenachse und der Zusammenlegung der drei Kirchenschiffe in ein einziges Mittenschiff.
- Das Oratorium von Villa Sageredo
- Mehrere Bildstöcke im Territorium der Gemeinde verteilt

Zivile Denkmäler
- Villa Zanon aus dem 19. Jahrhundert, derzeit Verwaltungssitz
- Villa Sagredo: eine ehemalige römische Festung, später in eine Villa umgebaut, war vom 17. bis 19. Jahrhundert Besitz der venezianischen Patrizierfamilie Sagredo, eine der mächtigsten in Venedig.

Grünanlagen
- Park Sarmazza: ein Park voller Bäume am Fluss Brenta entlang zur Bewährung der ursprünglichen Vegetation der Flussufer gegründet.

## Wirtschaft
- Seit Jahrhunderten findet der Markt montags auf Platz Marconi statt und ist einer der ältesten in der Gegend. Im Ortsteil Tombelle findet der Markt samstags statt.
- Wie die restliche Riviera del Brenta ist Vigonovo weltweit für seine Schuhindustrie hoher Qualität bekannt.

## Öffentliche Verkehrsmittel
- ACTV verbinden das Dorf mit Dolo und dem Ortsteil Celeseo
- SITA Buslinie nach Padua
- APS, städtisches Verkehrsmittel Paduas, fährt bis zu den anliegenden Ortschaften Villatora (Gemeinde Saonara) und Granze (Gemeinde Padua).

## Persönlichkeiten
- Agostino Sagredo, Senator des Königreich Italien
- Annibale Brasola, Radrennfahrer
- Elio Brasola, Radrennfahrer
- Roberto Pagnin, Radrennfahrer
- Bruno Zanin (1951–2024), Schauspieler und Schriftsteller
- Jacques Riparelli, Olympischer Athlet
- Valentina Fiorin, Volleyballspieler
- Valentina Zago, Volleyballspieler
- Christian Galenda (* 1982), Schwimmer, Goldmedaille in Weltmeisterschaften
- Michele De Angelis, erster Kabuto in Italien

## Städtepartnerschaft
Vigonovo ist durch eine Städtepartnerschaft mit der Stiftung „Città della Speranza“ verbunden.